# Amerikaanse presidentsverkiezingen 1972

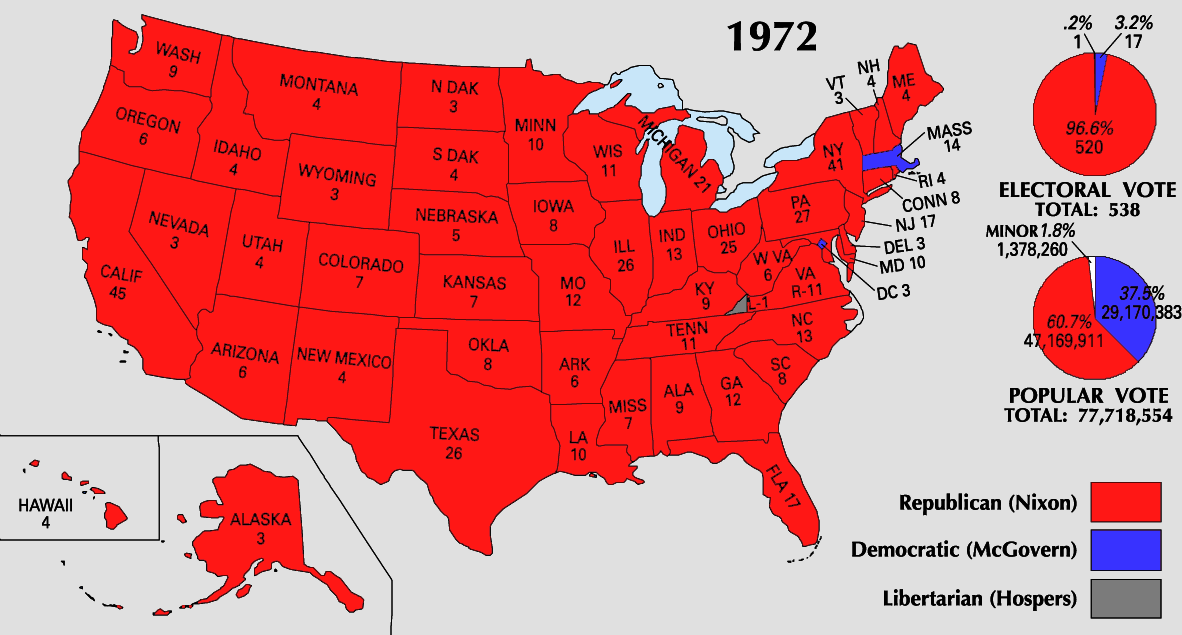
Verdeling van de kiesmannen bij de verkiezingen van 1972.

De Amerikaanse presidentsverkiezingen van 1972 werden door zittend president Richard Nixon gewonnen van de Democratische kandidaat George McGovern. Het was een van de grootste politieke overwinningen in de geschiedenis van de Verenigde Staten: Nixon won in 49 staten.
In 1974 trad Nixon vroegtijdig af vanwege het Watergateschandaal, een Amerikaans politiek schandaal in de jaren 70, waarbij bleek dat ongeoorloofde methodes waren gebruikt tijdens de campagne voor de presidentsverkiezingen van 1972. Vicepresident Spiro Agnew trad eerder dan Nixon af, vanwege een ander corruptieschandaal en zodoende werd Nixon opgevolgd door zijn nieuwe vicepresident Gerald Ford.

## Presidentskandidaten

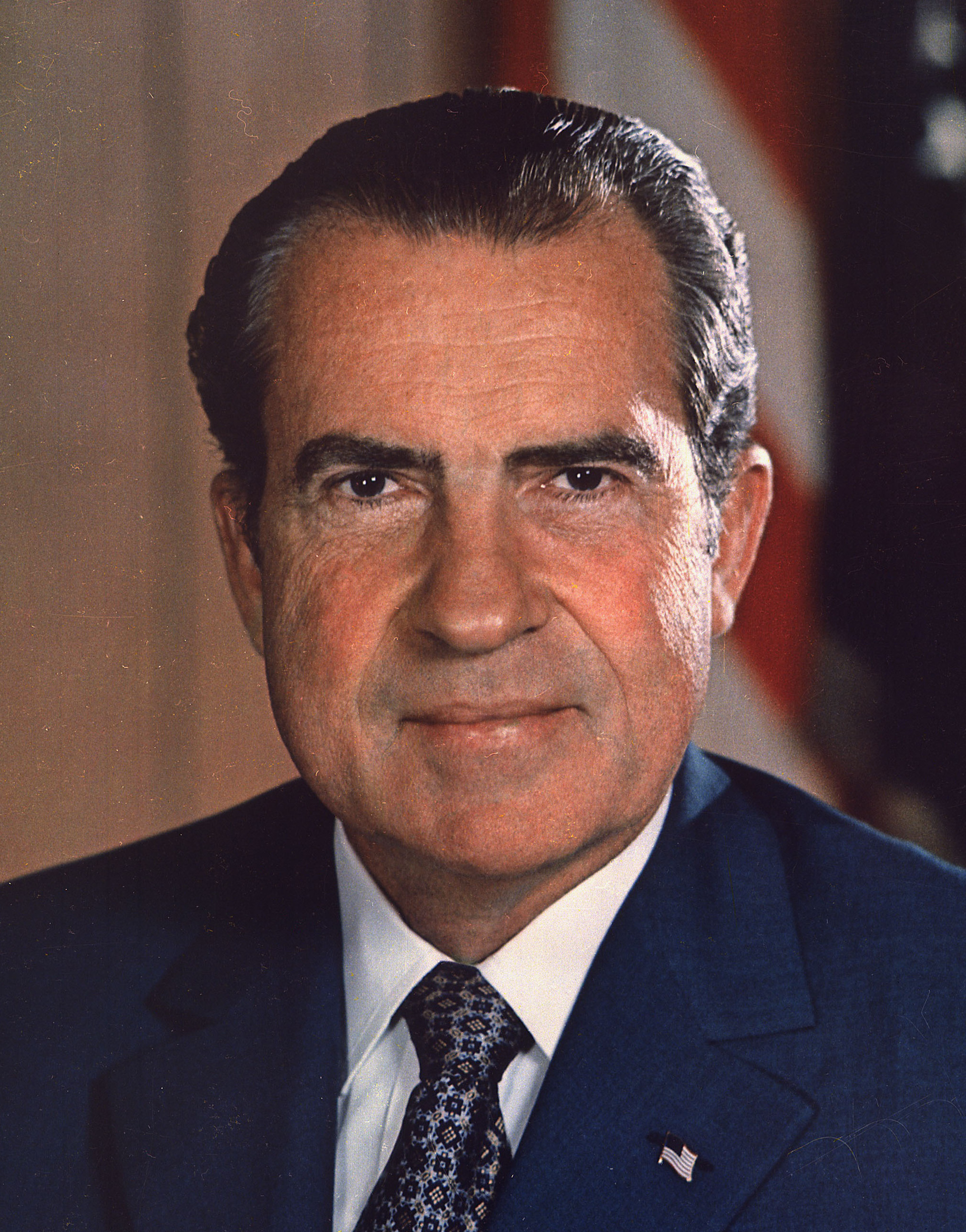
President Richard Nixon uit Californië Republikeinse Partij
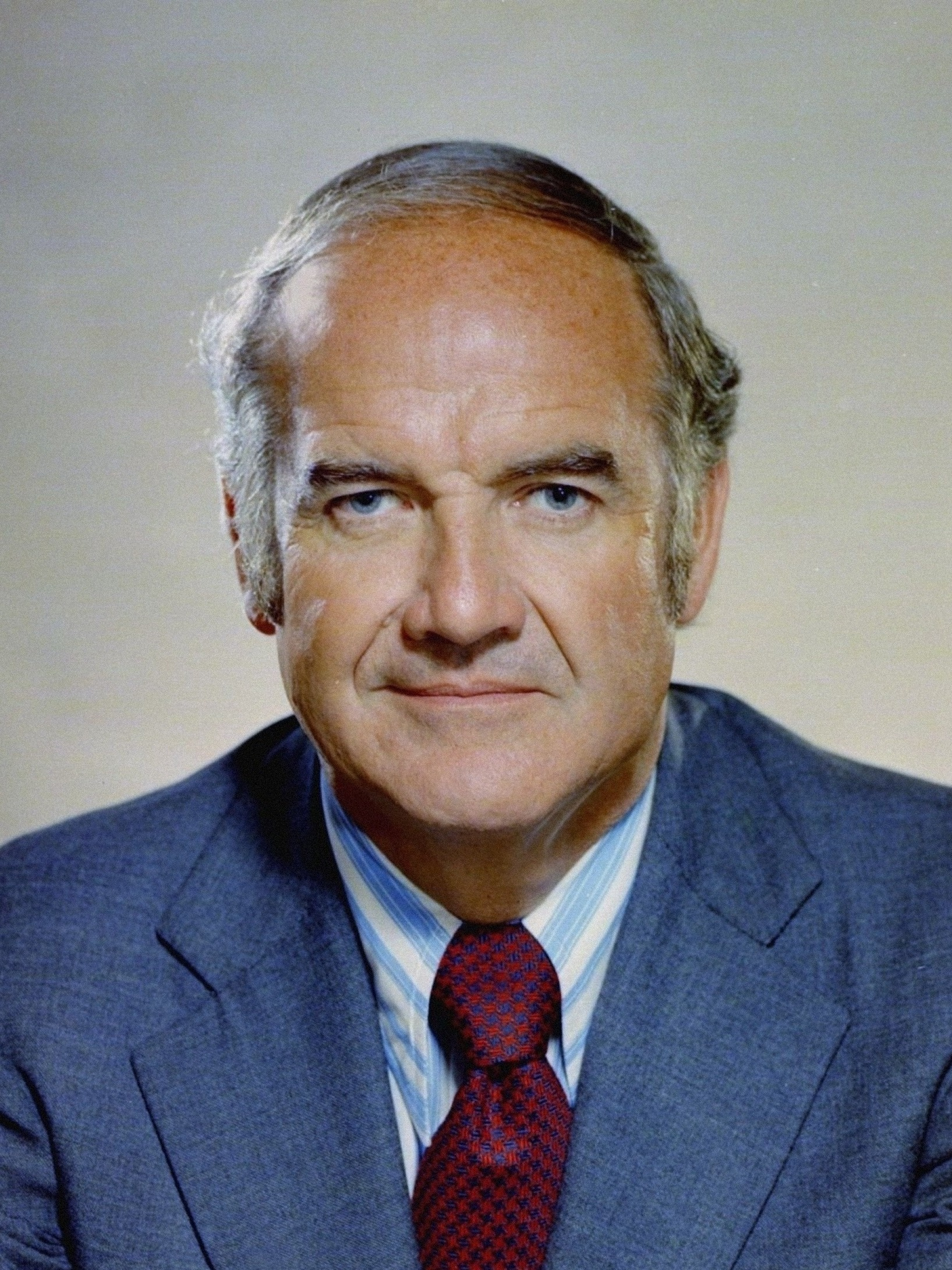
Senator George McGovern uit South Dakota Democratische Partij

### Vicepresidentskandidaten

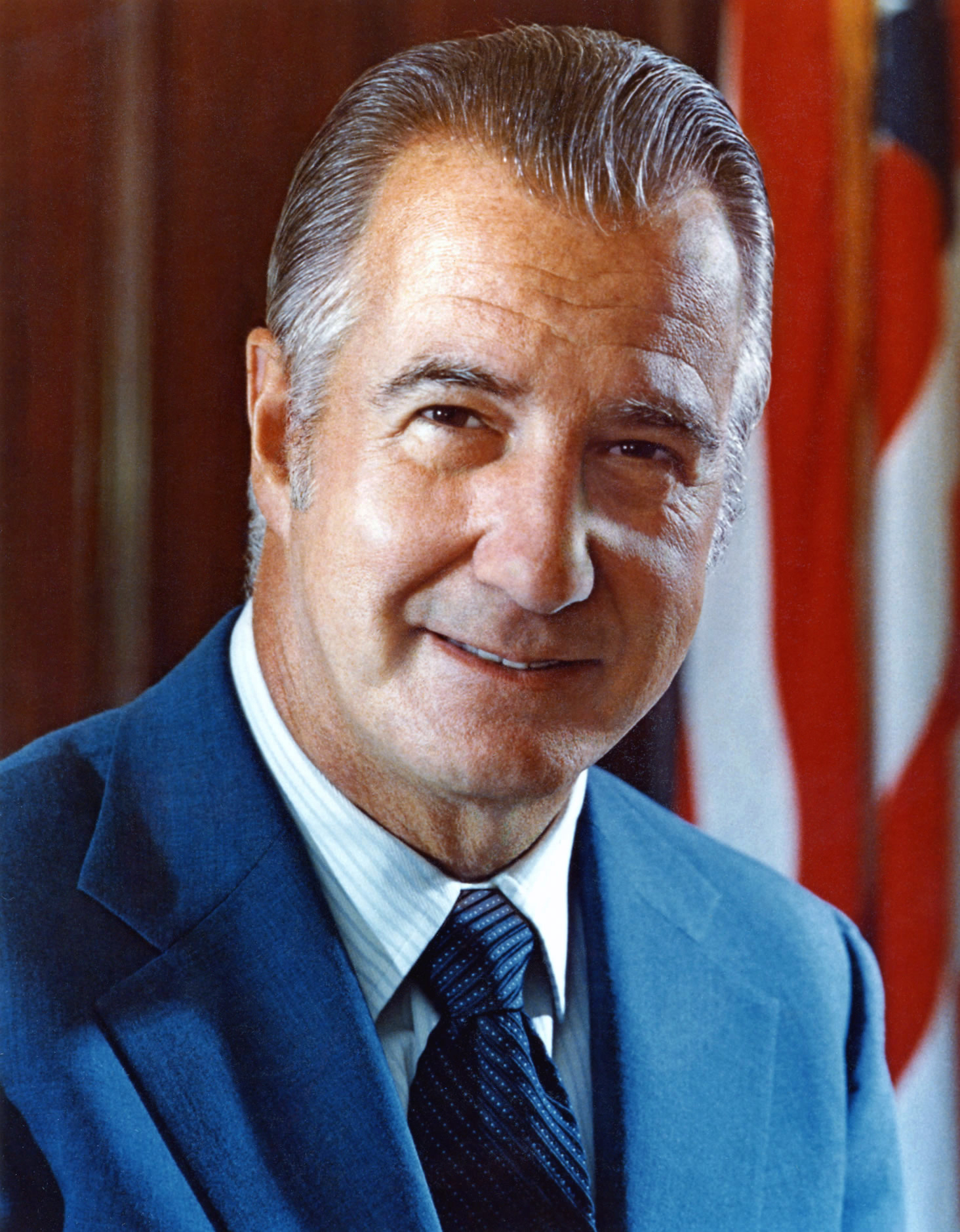
Vicepresident Spiro Agnew uit Maryland Republikeinse Partij
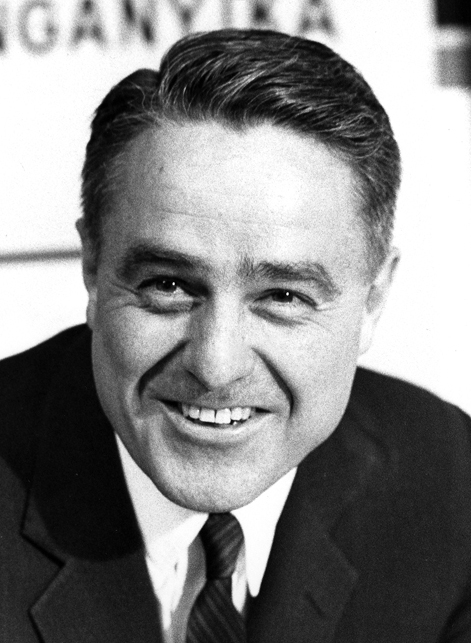
Voormalig Ambassadeur Sargent Shriver uit Maryland Democratische Partij

## Uitslag
| Naam            | Richard Nixon        | George McGovern      |
| Partij          | Republikeinse Partij | Democratische Partij |
| Thuisstaat      | Californië           | South Dakota         |
| Running mate    | Spiro Agnew          | Sargent Shriver      |
| Kiesmannen      | 520                  | 17                   |
| Gewonnen staten | 49                   | 1+DC                 |
| Aantal stemmen  | 47.168.710           | 29.173.222           |
| Percentage      | 60,7%                | 37,5%                |

1789 · 1792 · 1796 · 1800 · 1804 · 1808 · 1812 · 1816 · 1820 · 1824 · 1828 · 1832 · 1836 · 1840 · 1844 · 1848 · 1852 · 1856 · 1860 · 1864 · 1868 · 1872 · 1876 · 1880 · 1884 · 1888 · 1892 · 1896 · 1900 · 1904 · 1908 · 1912 · 1916 · 1920 · 1924 · 1928 · 1932 · 1936 · 1940 · 1944 · 1948 · 1952 · 1956 · 1960 · 1964 · 1968 · 1972 · 1976 · 1980 · 1984 · 1988 · 1992 · 1996 · 2000 · 2004 · 2008 · 2012 · 2016 · 2020 · 2024